# Norðdepil
Norðdepil er en bygd på øen Borðoy på den nordlige del af Færøerne. I Norðdepil arbejder de fleste i fiskeri- og akvakulturindustrien.
Norðdepil er forbundet med Klaksvík af de to nye tunneller Nýggjur Árnafjarðartunnilin og Nýggjur Hvannasundstunnilin, som åbnede i 2024.
Fra Norðdepil er der parallelt med Borðoys østkyst vejforbindelse til den lille bygd Múli.
Tidligere havde Hvannasund og Norðdepil hver sin skole, men Skúlin á Fossanesi i Norðdepil, som blev opført i 1983 og udvidet i 2009, er nu fællesskole for hele kommunen med undervisning fra 1. til 7. klasse. Undervisningen i ottende, niende og tiende klasser foregår i Klaksvík. Til skolen er der også tilknyttet en fritidsskole.

## Historie
Norðdepil blev grundlagt 1866 af Poul Sivar Sivertsen fra Hvannasund, som åbnede handelsvirksomhed her efter ophævelsen af monopolhandlen på Færøerne i 1856 og under hvalfangstens storhedstid. Han kaldte oprindeligt stedet "á Oyrini". Det senere navn Norðdepil er dog afledt af den historiske bygd Depil længere mod syd.Bygden udviklede sig fra omkring 1900 hurtigt på grund af det mere effektive langlinefiskeri, lidt før sluppernes fjernfiskeri fik betydning i mellemkrigstiden.
I 1895 blev skolen indviet. Børnene fra Hvannasund blev roet over sundet i en færøbåd.
I 1898 byggede nordmændene hvalfangststationen Hvalastøðin á Kópagørðum i Norðdepil. De første ejere var Andorsen & Neumann, fra 1899 til 1912 var det P. Michelsen, Sandefjord, der ejede hvalfangststationen, fra 1913-1920 var ejeren A/S Suderø, derefter var stationen ikke i brug. E. Abrahamsen er den sidste ejer og hvalfangststationen lukkede i 1920.
I august 1941 styrtede et Junkers Ju 88 bombefly ned på en klippeflade 700 meter oppe på det 754 meter høje fjeld Lokki i umiddelbar nærhed af bygden.[kilde mangler]
I 1960 blev fiskefiletfabrikken Frostvirkið bygget, men den måtte lukke igen i 1990 på grund af den alvorlige økonomiske krise.[kilde mangler]
I 1975 blev dæmningsvejen, der forbinder Norðdepil med landsbyen Hvannasund på Viðoy åbnet. Da begge steder ligger direkte over for hinanden. Biler kunne dog allerede køre på dæmningen over Hvannasund i 1974 med eget ansvar.[kilde mangler]
Siden 1967 har Norðdepil været forbundet med Klaksvík af to på hinanden følgende tunneler bygget på tværs af Borðoy mellem vest- og østkysten.
I 1983 indviedes en ny skole med syv klasser, som drives i fællesskab med nabobygden Hvannasund.